# Masanori Ashida
Pour les articles homonymes, voir Ashida.
Masanori Ashida (芦田 昌憲, Ashida Masanori), né en 1945, est un photographe japonais.